# Arts and Crafts Movement

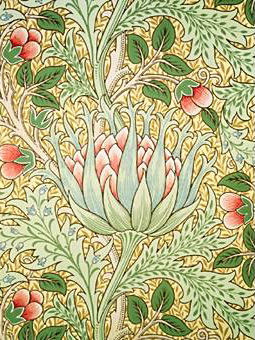
„Artichoke” tapeta wykonana przez Johna Henry’ego Dearle dla firmy William Morris & Co., ok. 1897 (Muzeum Wiktorii i Alberta).

Arts and Crafts – ruch artystyczny, zrzeszający malarzy, rzeźbiarzy, architektów i rzemieślników w myśl tworzenia sztuki użytkowej, służącej całemu społeczeństwu.
Został założony w 1888 roku w Anglii, przez Waltera Crane’a i C.R. Ashbee pod przewodnictwem Williama Morrisa. Inspiracją były idee angielskiego pisarza Johna Ruskina, że należy tworzyć sztukę użyteczną i funkcjonalną, jednak nie tracącą swoich estetycznych wartości. Dlatego artyści przeciwstawiali się produkcji mechanicznej, przemysłowej, na rzecz odrodzenia sztuki wykonywanej ręcznie.

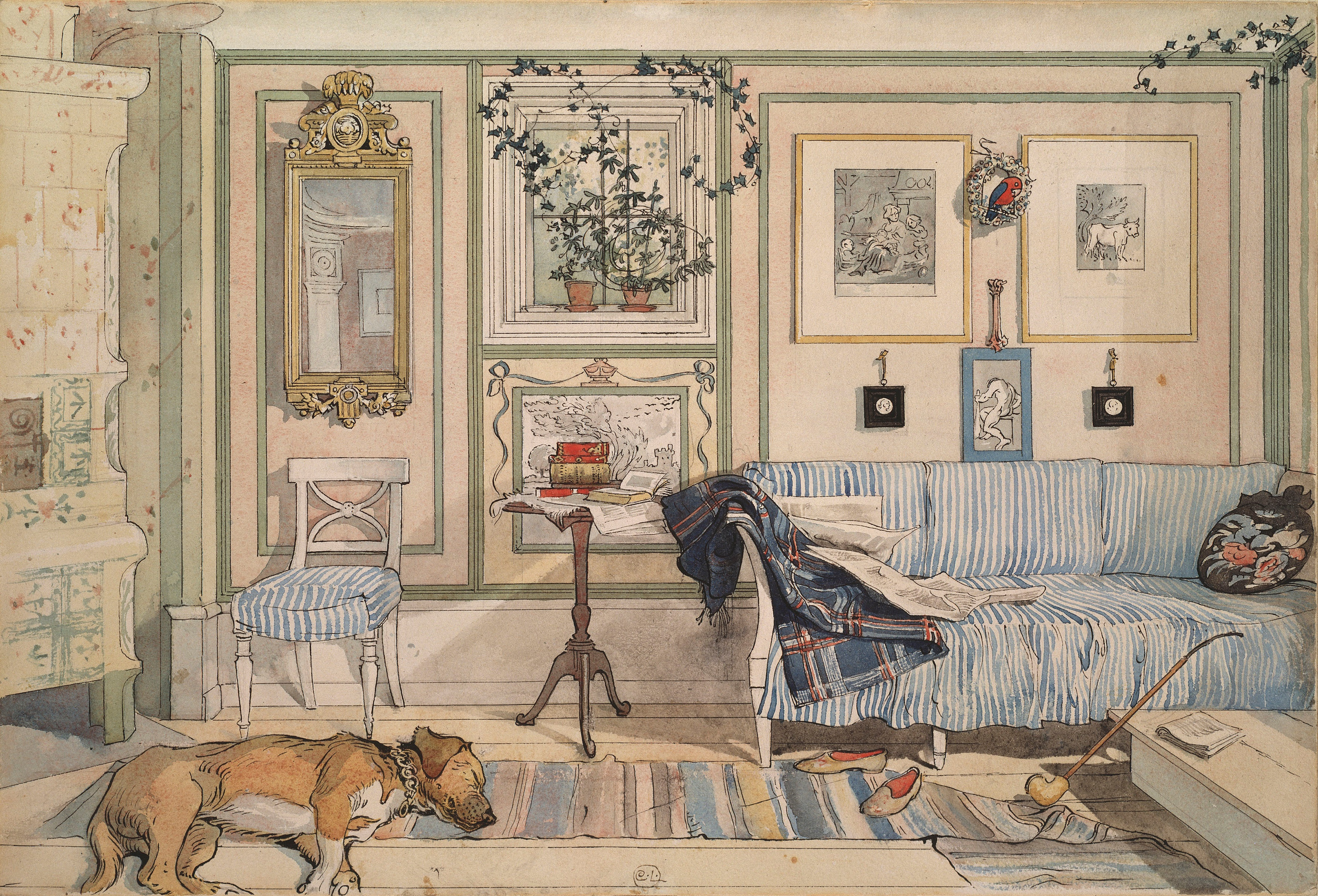

Początki ruchu wywodzą się od założonego przez Morrisa w 1861 roku firmy Morris & Co, w której działali prerafaelici, tworząc meble, tkaniny, witraże, tapety oraz przedmioty codziennego użytku. Także panujący w architekturze ówczesnej Anglii, tak zwany Domestic Revival (czyli odrodzenie rodzimej sztuki budowania) oraz wzniesiony przez Philipa Webba dom o nazwie Red House, który został zaprojektowany dla Williama Morrisa, zainicjowały i rozszerzyły działalność idei Ruskina na architekturę.
Członkowie ruchu Arts & Crafts założyli własną szkołę Guild and School of Handicraft, kształcącą przyszłych artystów-rzemieślników, a także własne czasopismo The Hobby Horse, które ukazywało się do 1893 roku.
Działalność Arts & Crafts miała ogromny wpływ na sztukę europejską i amerykańską przełomu XIX i XX wieku. Naśladując angielskie ugrupowanie, powstawały liczne warsztaty rzemieślnicze, m.in. The Society of Arts and Crafts (1897) założony w Bostonie, Warsztaty Wiedeńskie (1903) w Austrii, a w Polsce Warsztaty Krakowskie z 1913 roku.

## Członkowie ruchu
Najbardziej znani działacze Arts & Crafts:
- William Morris
- Prerafaelici
- Charles Robert Ashbee
- T. J. Cobden Sanderson
- Elbert Hubbard
- Walter Crane
- Charles Rennie Mackintosh
- William Lethaby
- Edward Schroeder Prior
- Charles Voysey